# Corpo d'armata speciale
Il Corpo d'armata speciale (CAS) fu una grande unità del Regio Esercito italiano, formata dal generale Antonino Di Giorgio sul finire dell'ottobre 1917, nei terribili giorni successivi alla battaglia di Caporetto.

## Prima guerra mondiale
Il generale Di Giorgio scelse non pochi uomini tra gli ufficiali, i graduati ed i soldati, in mezzo agli sbandati che venivano intercettati da appositi posti di blocco durante la rotta di Caporetto. Il CAS aveva il compito, durante la ritirata, di salvaguardare i cinque ponti sul fiume Tagliamento a nord di Codroipo (Dignano, Pinzano, Pontaiba, Cornino e Trasaghis), con l'ordine di proteggere con "una difesa ad oltranza, fino all'ultimo uomo e all'ultima cartuccia, il passaggio sulla destra del Tagliamento di tutti gli elementi in ritirata". Il CAS era composto da due divisioni, la 20ª del generale Lorenzo Barco e la 33ª del generale Carlo Sanna, ma che erano tali solo sulla carta. La 20ª assommava la brigata Lombardia (reggimenti 73° e 74°) del colonnello Vito Puglioli e il 234º Reggimento fanteria (colonnello Nino Palumbo) della brigata Lario. La 33ª era composta dalla brigata Bologna (reggimenti 39° e 40°) e da quattro battaglioni della brigata Barletta, con cinque compagnie mitraglieri, al comando del colonnello Carlo Rocca.
Le due divisioni si dissangueranno nell'assolvere il compito loro assegnato, nei combattimenti intorno a Ragogna e San Pietro. In particolare, la Bologna e i resti della Barletta, terranno il posto di combattimento fino alla demolizione dell'unico ponte che avrebbe potuto garantire la salvezza agli ultimi combattenti, che si arrenderanno solo la sera del 31 ottobre. Insieme al colonnello Rocca, si arresero 3000 soldati e 50 ufficiali, ai quali fu concesso dagli austro-tedeschi l'onore delle armi, mentre il loro comportamento non verrà mai menzionato né lodato nei bollettini italiani.

## Seconda guerra mondiale
Il Corpo d'armata speciale venne ricostituito dopo l'entrata in guerra dell'Italia nel secondo conflitto mondiale a Padova il 23 novembre e destinato in Albania dove giunse il 21 dicembre 1940. Il comando del Corpo d'armata speciale venne affidato al generale Giovanni Messe. Comandante dell'artiglieria fu il colonnello (dal 1º gennaio 1941 generale di brigata) Benedetto Pasqua di Bisceglie.
Il Corpo d'armata speciale era così costituito:
- 6ª Divisione fanteria "Cuneo"
- 33ª Divisione fanteria "Acqui"
- Divisione alpina speciale

La Divisione alpina speciale venne costituita sul comando della Divisione "Trieste" e il 21º Reggimento artiglieria "Trieste" mentre il resto della divisione rimase in Italia per poi essere inviata in Africa Settentrionale Italiana dove avrebbe preso parte alla campagna del Nordafrica I reparti della Divisione "Trieste" presenti in Albania ricevettero ulteriori unità di rinforzo e la denominazione cambiò in Divisione Alpina Speciale inquadrata nel Corpo d'Armata Speciale agli ordini del Generale Giovanni Messe. Alla fine di marzo del 1941 il Comando di Divisione fece ritorno in Italia, dove intanto era stato ricostituito con nuovo personale e nuovi pezzi il 21º Reggimento artiglieria e riprese le sue funzioni originarie.
Il 30 giugno 1941, il Comando del Corpo d'armata speciale viene rimpatriato, mentre le Divisioni "Cuneo" e "Acqui" al termine della campagna di Grecia rimasero a presidiare rispettivamente le isole dell'Egeo e dello Ionio fino all'armistizio dell'8 settembre 1943.
Il 15 novembre il comando del Corpo d'armata celere venne trasformato in Comando Corpo d'armata speciale operante sul fronte greco-albanese e il giorno successivo venne ricostituito con altro personale.
Nel 1942 la Grande Unità rimase dislocata nei pressi di Padova e il 10 maggio venne sciolta e trasformata nel XXII Corpo d'armata.